# Agnes Våhlund
Agnieszka "Agnes" Joanna Våhlund (Skrzyszewska), född 18 juni 1985 i Warsawa, är en polsk-svensk illustratör, som tillsammans med sin make Elias Våhlund skapat bokserien Handbok för superhjältar.
Våhlund arbetade tidigare som grafisk formgivare och fotoredigerare, men gick 2014 över till att arbeta med bokskapandet på heltid.  Den första boken i Handbok för superhjältar-serien gavs ut av Rabén & Sjögren 2017 och har sedan dess följts av ytterligare sex titlar. Våhlunds böcker, som syftar till att vara ett stöd för barn som utsätts för mobbing, har översatts till över tjugo språk och en filmatisering är planerad med premiärdatum december 2025.
Under läslovet 1–5 november 2021 firade paret Våhlund att barnboksserien Handbok för superhjältar sålt 1 miljon exemplar i Sverige.